# Auguste Buisseret
Pour les articles homonymes, voir Buisseret.
Auguste Buisseret, né à Beauraing le 16 août 1888 et mort à Liège le 15 avril 1965 , est un homme politique belge libéral. Avocat, militant wallon et francophile, Auguste Buisseret est ministre à plusieurs reprises dans les gouvernements après la Seconde Guerre mondiale, sénateur et bourgmestre de Liège. 

## Biographie
Auguste Dieudonné Eugène Buisseret, né à Beauraing le 16 août 1888, est le fils de Clément Buisseret, professeur, et de Rosa Nicaise. Il était marié avec Yvonne Thomas.
Il fait ses études secondaires à l'Athénée de Dinant puis fait deux ans de philosophie aux Facultés Notre-Dame de la Paix à Namur. Ayant obtenu le diplôme de docteur en droit à l'Université de Liège en 1911, il devient avocat auprès du tribunal de commerce de Liège puis de la Cour d'appel de Liège.
Pendant la Première Guerre mondiale, il assure comme avocat la défense de patriotes belges devant les tribunaux allemands. Il est arrêté à trois reprises par les Allemands. Condamné à mort par les Allemands, l'Armistice en novembre 1918 lui permet d'échapper à son exécution.
Sur le plan communal, il est conseiller communal à Liège (1930-1965), échevin des Finances et des Secteurs industriels (1934-1937) puis échevin de l’Instruction publique et des Beaux-Arts (1937-1939). Il enrichit les collections de la ville en achetant à Lucerne le 30 juin 1939 des tableaux d'art dit «  dégénérés » vendus aux enchères par les dirigeants du IIIe Reich allemand.
Dans la période de l'entre-deux-guerres, il assume comme avocat la défense de victimes du totalitarisme en Allemagne, en Roumanie et en Grèce sous les auspices d'organismes de défense des Droits de l'homme.
Il est élu sénateur en 1939 mais la Seconde Guerre mondiale éclate. Son passé antifasciste et anti-rexiste, son action patriote (il défend les patriotes devant les tribunaux durant l'Occupation) le font arrêter par les Allemands le 25 octobre 1942. Relâché, mais menacé de mort par les collaborateurs belges, il entre dans la clandestinité en août 1943 et atteint Londres via l'Espagne en janvier 1944 où il devient conseiller juridique de plusieurs départements ministériels.
À la Libération, il occupe plusieurs postes ministériels consécutifs :
- ministre de l'Instruction publique (1945, 1945-1946), il participe à la constitution de l'UNESCO (novembre 1945) et fonde le Théâtre National de Belgique.
- ministre de l’Intérieur (1946-1947), il contribue à la fondation du Conseil d’État (23 novembre 1946).
- ministre des Travaux publics (1949-1950), il crée le Fonds des routes et agrandit les ports d'Anvers, Ostende et Liège[4].
- ministre des Colonies (1954-1958), ses réformes se heurteront au conservatisme de l'administration, des colons, et à l'hostilité des missions religieuses[5]. Il crée, dès son entrée en fonction, un réseau d'écoles publiques, primaires et secondaires, ouvertes à tous. En 1956, il fonde l'Université d'Elisabethville/Lubumbashi[6]. Le 8 décembre 1957 il organise les premières élections communales auxquelles participent Africains et Belges[7]. En prenant des mesures sociales (salaire, pension, sécurité sociale) en faveur des autochtones et en élaborant une réforme de la justice, il lutte contre la discrimination raciale[8].

Sénateur de Liège (1939-1946), sénateur provincial (1946-1949 ; 1949-1961), vice-président du Sénat (1947-1949), il devient bourgmestre de Liège le 1er janvier 1959, poste dont il démissionne en août 1963 pour raisons de santé. Homme de progrès, il prend, avec l'échevin des Travaux Publics Jean Lejeune, des décisions pour moderniser la ville qui se solderont par des destructions massives au centre-ville fort critiquées avec le recul. Il lance à l'occasion des Fêtes de Wallonie des harangues qui font date. Il prononce un discours vibrant lors de la visite du prince Albert et de sa fiancée la princesse Paola Ruffo di Calabria le 11 juin 1959.
Une de ses premières décisions en tant que ministre de l'Instruction publique est de licencier l'Inspecteur général, Léon Jeunehomme, pédagogue de réputation internationale et auteur du Plan d'Études qui, en 1936, avait modernisé l'enseignement primaire. Léon Jeunehomme répondra par une lettre publique acerbe, comparant son licenciement à celui qu'il avait vécu en 1940 sous l'occupation nazie.
À la suite de son décès à Liège le 15 avril 1965 , des funérailles officielles sont célébrées et il est inhumé au cimetière de Robermont à Liège.

## Hommages et distinctions
La « rue Auguste Buisseret » à Liège perpétue sa mémoire.
Il a été fait docteur honoris causa de l'Université d'Élisabethville.
Il a reçu les distinctions suivantes :
- Grand-croix de l'ordre de Léopold II (Belgique).
- Commandeur de l'ordre de Léopold (Belgique).
- Croix civique de première classe (1940-1945) au titre militaire (Belgique).
- Officier du Mérite wallon (O.M.W.) (promotion historique, à titre posthume[12])
- Grand officier de la Légion d'honneur (France).
- Grand officier de l'ordre d'Orange-Nassau (Pays-Bas).
- Grand-croix de l'ordre de la Couronne de chêne en 1957 (Luxembourg).
- Croix de grand officier de l'Ordre de Carlos Manuel de Céspedes (Cuba).
- Grand officier de l'ordre du Mérite de la République italienne‎.
- Grand cordon de l'ordre de l'Étoile d'Éthiopie.